# Tajur Halang (Tajur Halang)
Tajur Halang is een bestuurslaag in het regentschap Bogor van de provincie West-Java, Indonesië. Tajur Halang telt 17.725 inwoners (volkstelling 2010).